# Gmina Sopiszte
Gmina Sopiszte (mac. Општина Сопиште) – gmina wiejska w środkowej Macedonii Północnej.
Graniczy z gminami: Żelino od zachodu, Makedonski Brod od zachodu i południa, Studeniczani od wschodu oraz ze Skopje od północy.
Skład etniczny
- 60,18% – Macedończycy
- 34,33% – Albańczycy
- 4,3% – Turcy
- 1,19% – pozostali

W skład gminy wchodzi:
- 11 wsi: Barowo, Cziflik, Dobri Doł, Dołno Sonje, Drżilowo, Gorno Sonje, Gowrlewo, Jabolci, Nowa Breznica, Patiszka Reka, Rakotinci, Sopiszte, Sweta Petka.